# Anne Heurgon-Desjardins
Anne Heurgon-Desjardins, née le 26 juillet 1899 et décédée au château de Cerisy-la-Salle le 31 août 1977, est la fondatrice du Centre culturel international de Cerisy-la-Salle.

## Biographie
Fille du professeur et journaliste Paul Desjardins, fondateur des Décades de Pontigny à l'abbaye de Pontigny dans l’Yonne, Anne Heurgon-Desjardins épouse en 1926 l'universitaire Jacques Heurgon (1903-1995), ancien élève de son père.
Après la mort de son père, en 1940, elle décide avec sa mère (Marie-Amélie Desjardins, née Savary) de vendre l'abbaye de Pontigny pour rénover le château de Cerisy-la-Salle (Manche), propriété maternelle. En 1947, lors de la réouverture du Centre culturel international de Royaumont, dont elle est membre du Conseil d'administration, elle reprit, avec l’aide d’Henry Goüin et de Gilbert Gadoffre, le principe des « Décades » et « libres entretiens » imaginés par son père à Pontigny, d'abord en les installant à l'abbaye de Royaumont (Val-d'Oise). En 1949, elle met en vente une partie de la bibliothèque de son père, qui fut rachetée par Henry et Isabel Goüin. Puis elle fonde en 1952 le Centre culturel international de Cerisy-la-Salle et l'association des amis de Pontigny-Cerisy. Là, elle accueille des écrivains parmi lesquels Raymond Aron, Martin Heidegger, Francis Ponge, Raymond Queneau, Eugène Ionesco et Alain Robbe-Grillet.
À sa mort, ses filles, Catherine Peyrou et Édith Heurgon, perpétuent à leur tour ces rencontres.
Le collège de Cerisy-la-Salle porte le nom d'Anne Heurgon-Desjardins.

## Sources
- Anne Heurgon-Desjardins, site du collège Anne Heurgon-Desjardins de Cerisy-la-Salle
- Letellier, Léon (1859-1926), Lycée Lebrun de Coutances
- Une bibliothèque dans un jardin, Bibliothèque Henry et Isabel Goüin